# Yvonne Orji
Yvonne Orji, född 2 december 1983 i Port Harcourt, är en nigeriansk skådespelare.
Orji har bland annat medverkat i TV-serierna Insecure (2016-2021) och Velma från 2023. Hon har även medverkat i filmerna  The Blackening från 2022 och Vacation Friends 2 från 2023.

## Filmografi (i urval)
- 2016-2021: Insecure
- 2022: The Blackening
- 2023: Velma
- 2023: Vacation Friends 2
- 2023 – Pappa jagar utomjordingar (TV-serie)
- 2025 – The Wrong Paris